# Groß Behnitz

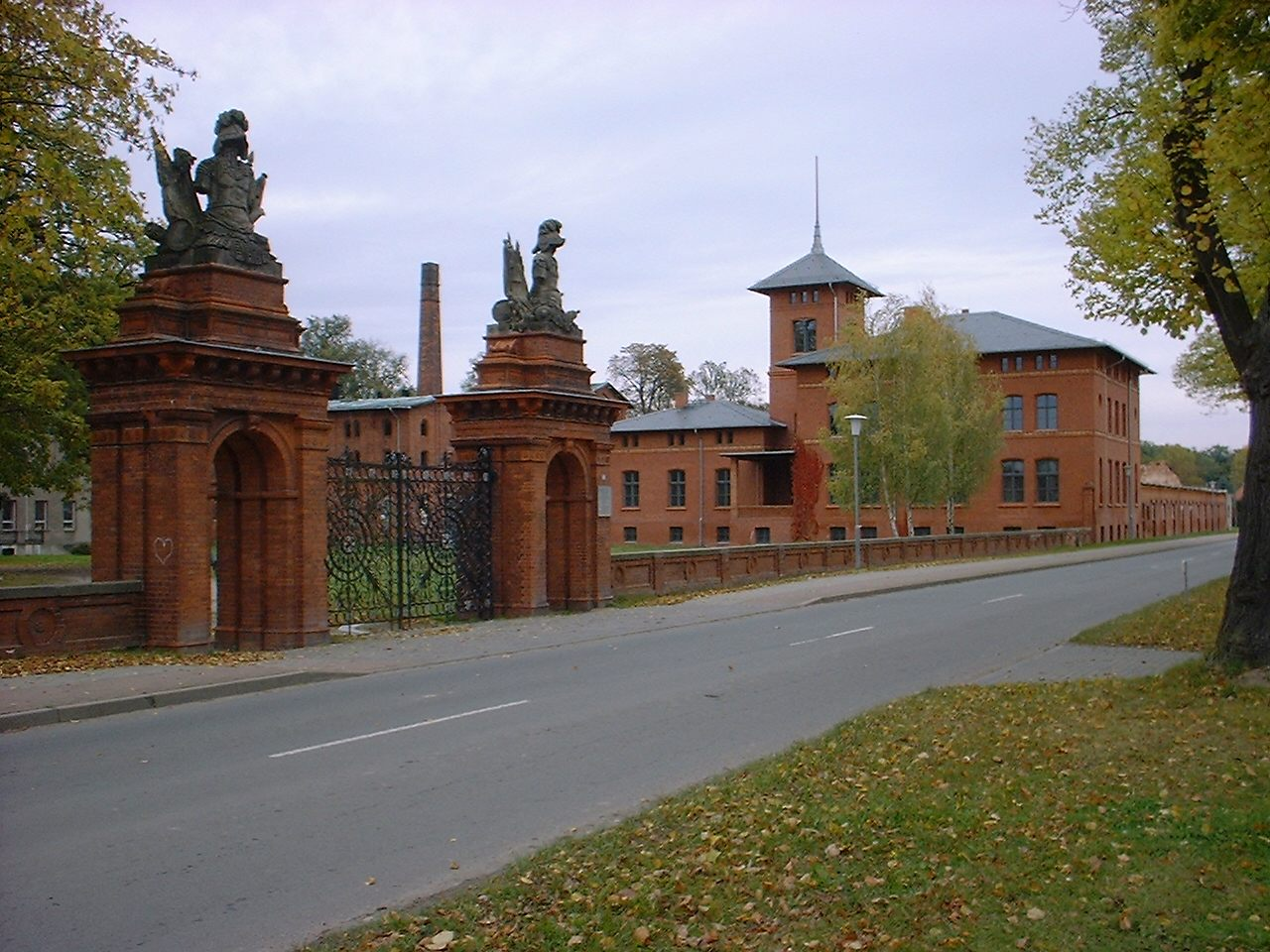
Landgut der Stobers, ehemals Landgut der Borsigs

Groß Behnitz ist ein Ortsteil der Stadt Nauen im Landkreis Havelland des Landes Brandenburg.

## Geografie
Der Ortsteil Groß Behnitz liegt südwestlich von Nauen am Ostufer des in der eiszeitlichen Beetzseerinne gebildeten Groß Behnitzer Sees. Zum Ortsteil gehören die Wohnplätze Fischerhaus, Quermathen und Sandkrug.

## Geschichte
Groß Behnitz wurde 1173 erstmals urkundlich erwähnt. Der Ort befand sich im wechselnden Besitz verschiedener Adliger und wurde schließlich unter den Grafen von Itzenplitz umfangreich landwirtschaftlich genutzt.

### Gut Groß Behnitz

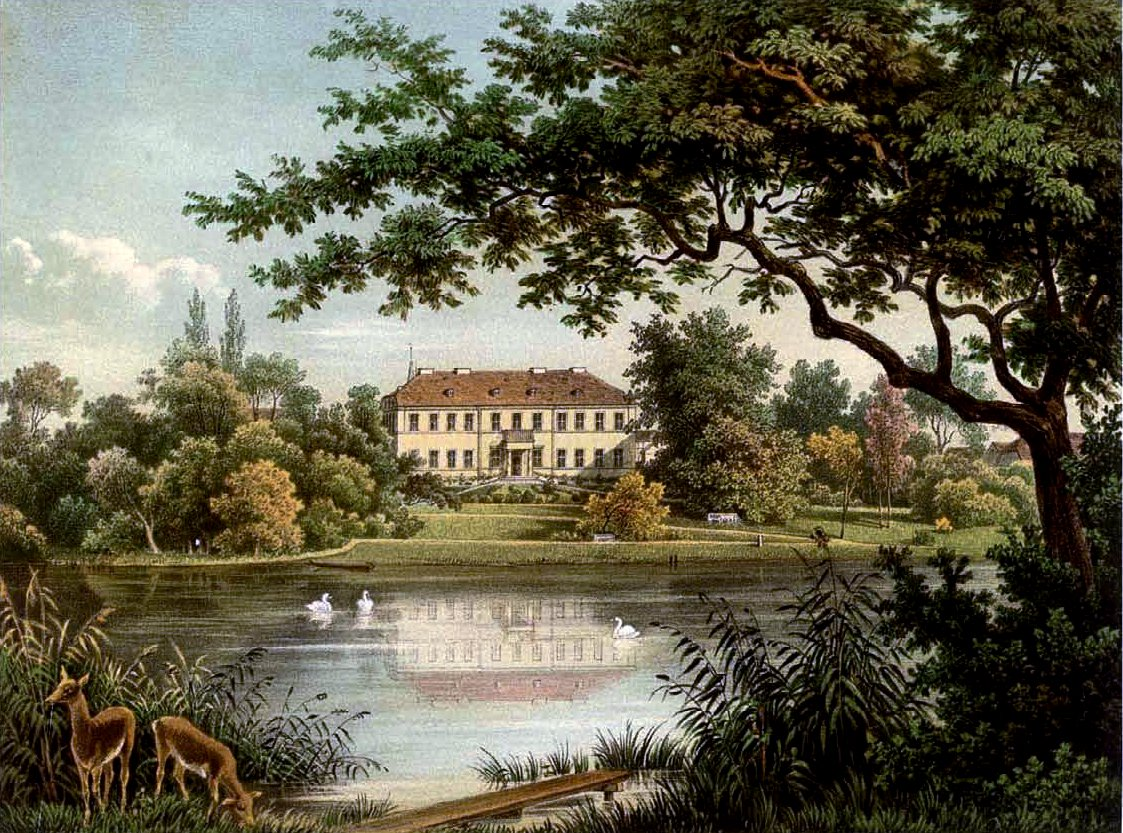
Gut Groß Behnitz um 1860, Sammlung Alexander Duncker

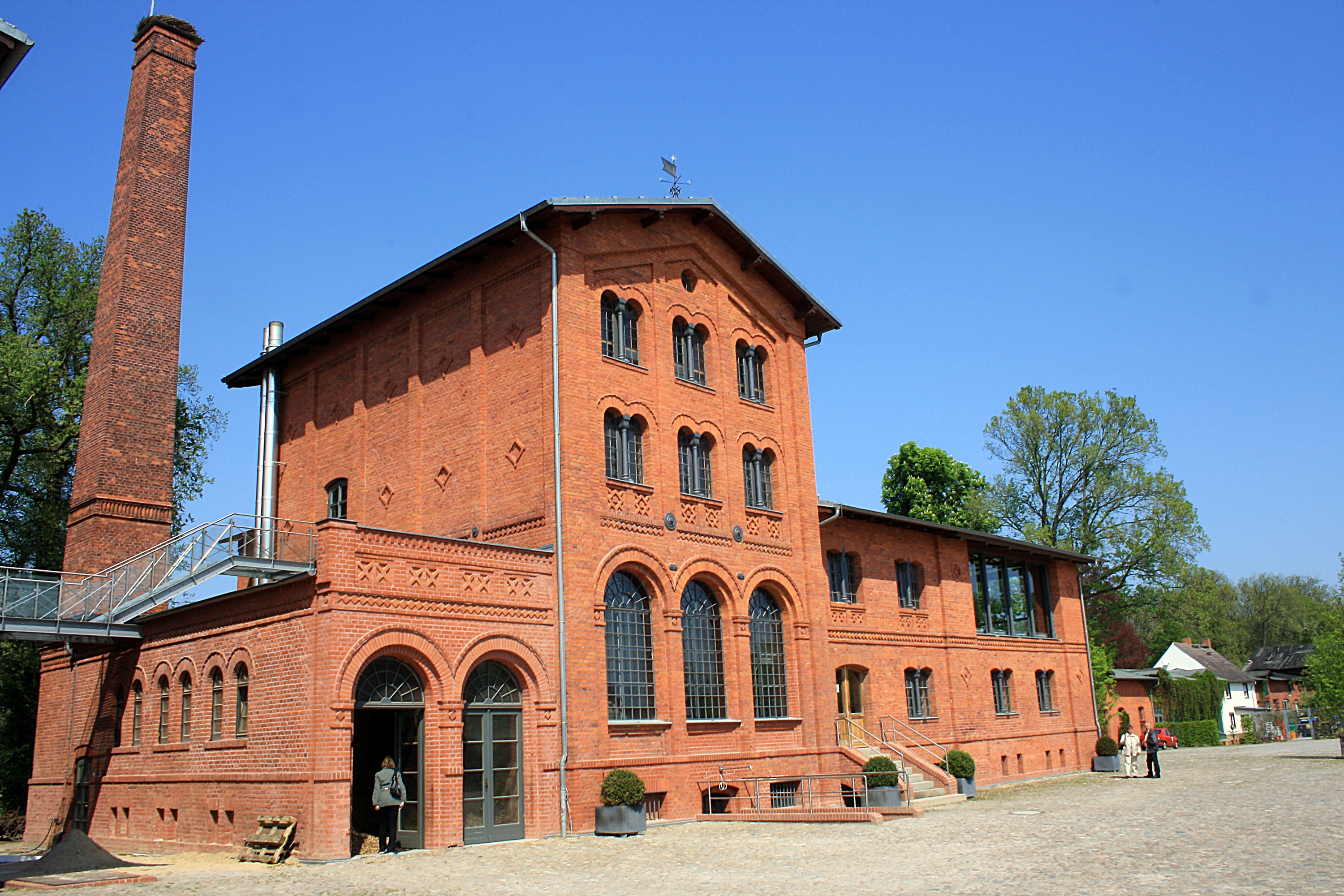
Ehemalige Brennerei auf dem Gut Groß Behnitz

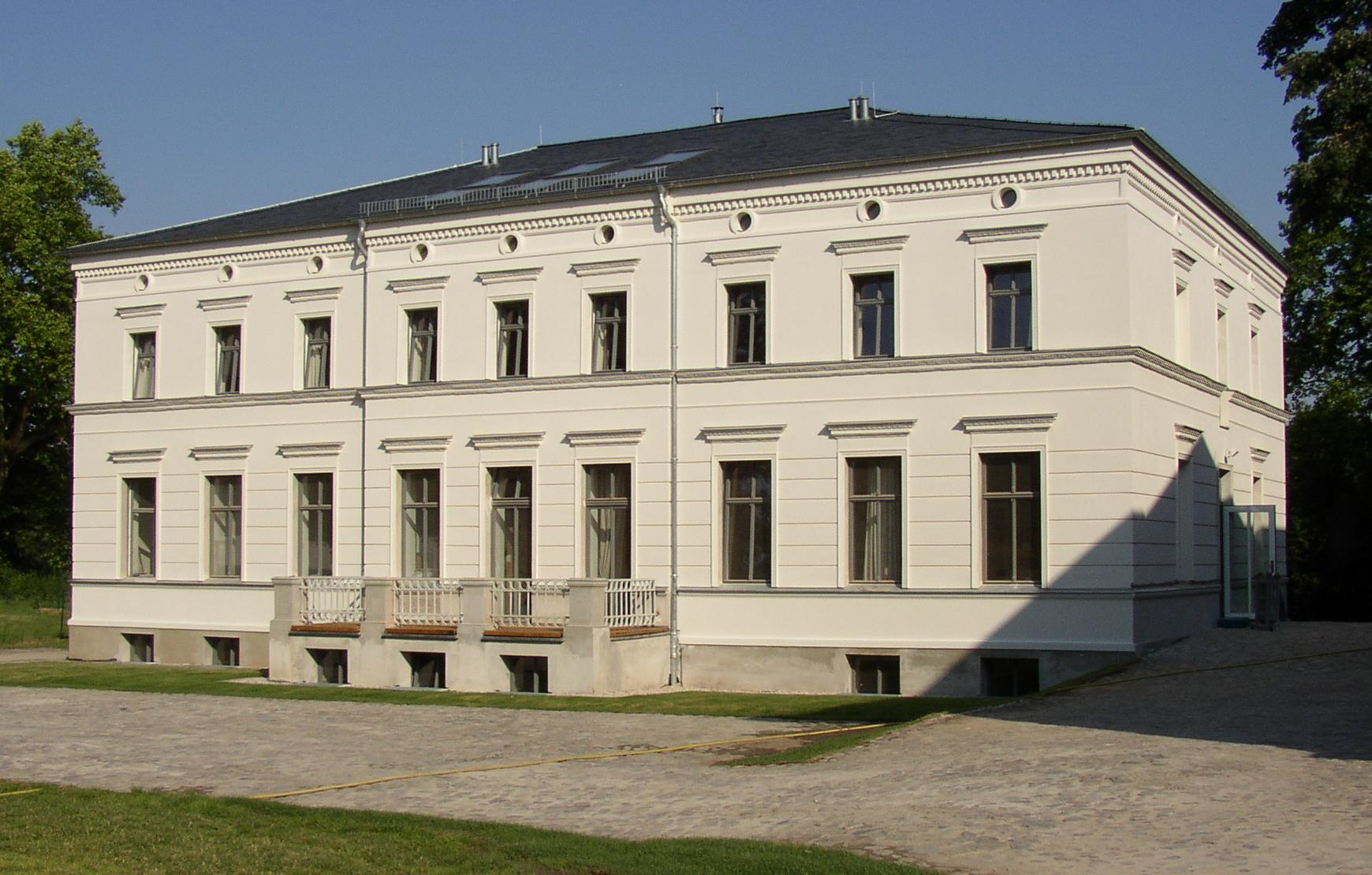
Logierhaus

Peter Alexander von Itzenplitz (1768–1834), Landrat des havelländischen Kreises, ließ um 1800 ein Herrenhaus oberhalb des Groß Behnitzer Sees errichten.
Im Jahr 1866 wurde der Gutshof nach Misswirtschaft und Verschuldung an Albert Borsig (1829–1878), den Sohn von August Borsig (1804–1854), verkauft. Unter seiner Leitung, gestützt auf den wirtschaftlichen Erfolg im Berliner Großbetrieb, entstand ein umfangreiches Ensemble von Ziegelbauwerken und ein agrarischer Musterbetrieb mit modernsten Technologien, der dann später einen Umfang von 2.700 ha erreichte.
Zu dem barocken Gutshof (Dorfstraße 24) gehörten zwei als Wirtschaftsgebäude genutzte Turmhäuser im italianisierenden Villenstil der 1870er Jahre, die aus zwei Gebäuden und Schornstein bestehende Brennerei (mit Eisensprossenfenstern und Säulchen), die Schmiede mit Wohnhaus und Werkstatt sowie Stallungen mit Arbeiterwohnhaus. Den Zugang bildet ein zweiflügeliges, schmiedeeisernes Tor, dessen rote Ziegelpfeiler frühklassizistische Embleme des ehemaligen Oranienburger Tores von Carl von Gontard tragen. Albert Borsig ließ diese 1867/1868 nach dem Abriss des Tores der Berliner Zollmauer von Berlin nach Groß Behnitz bringen. Nach dem erstmals amtlich publizierten Generaladressbuch der Ritterguts- und Gutsbesitzer für die Provinz Brandenburg betrug die Größe des Gutes samt Brennerei fast zeitgleich genau 917 ha, zuzüglich Klein Behnitz mit 1312 ha.
Sowohl Albert Borsig als auch sein Enkel Ernst Borsig (1869–1933) interessierten sich als Mitglieder der Dendrologischen Gesellschaft für Botanik und bereicherten die Parkanlage mit wertvollen und seltenen Bäumen und Pflanzen. Vor der großen Wirtschaftskrise 1929/1930 ist der Borsig’sche Besitz mit 3020 ha im letztmals veröffentlichten Landwirtschaftlichen Adressbuch der Provinz Brandenburg ausgewiesen. Dazu gehören das Rittergut Groß Behnitz mit den Vorwerken Peterhof, Schäferhorst, Klein Behnitz, Heineberg sowie Quermathen. An der Verwaltungsspitze steht Güterdirektor Kurt Löwe.
Ernst von Borsig junior (1906–1945) übernahm nach einer Elevenzeit auf einem anderen Gut 1933 das Gut von seinem Vater und führte es bis zum Ende des Zweiten Weltkrieges. Er schloss sich dem Kreisauer Kreis an, der sich während des Krieges mehrmals auf dem Gut traf.
Das Herrenhaus Groß Behnitz wurde 1946/1947 nach einem Dachstuhlbrand abgerissen. Die Landwirtschaftliche Produktionsgenossenschaft (LPG) nutzte das restliche Landgut bis 1990, das danach endgültig verwahrloste. Seitdem bemüht sich die Denkmalpflege um den Erhalt der Gebäude.
Im Jahr 2000 erwarb ein Investor einen Teil des ehemaligen Guts der Familie von Borsig und etablierte eine wirtschaftliche Nutzung in Form eines auf Kulturtourismus abzielenden Hotelbetriebes.

### Militärgeschichte
In Groß Behnitz befand sich vom 7. Oktober 1969 bis zum 7. Oktober 1990 die NVA-Kaserne der Raketenabteilung 1 (Abk.: RA-1). Diese Kaserne trug den Ehrennamen Rudi Arndt und den Tarnnamen Ogarok (deutsche Schreibweise des russischen Wortes Огарок = „Kerzenstummel“). Die Raketenabteilung 1 unterstand der 1. Mot.-Schützendivision (Abk.: 1. MSD) in Potsdam-Eiche, welche den Tarnnamen Morena (deutsche Schreibweise des russischen Wortes Морена = „Moräne“) trug.

### Eingemeindung
Am 26. Oktober 2003 wurde Groß Behnitz nach Nauen eingemeindet.

## Politik
Die ehrenamtliche Ortsvorsteherin ist Angelika Zöllner.
 (Stand: Ortsbeiratswahl Groß Behnitz 2019)

## Kultur und Sehenswürdigkeiten

### Grablege der Industriellenfamilie Borsig

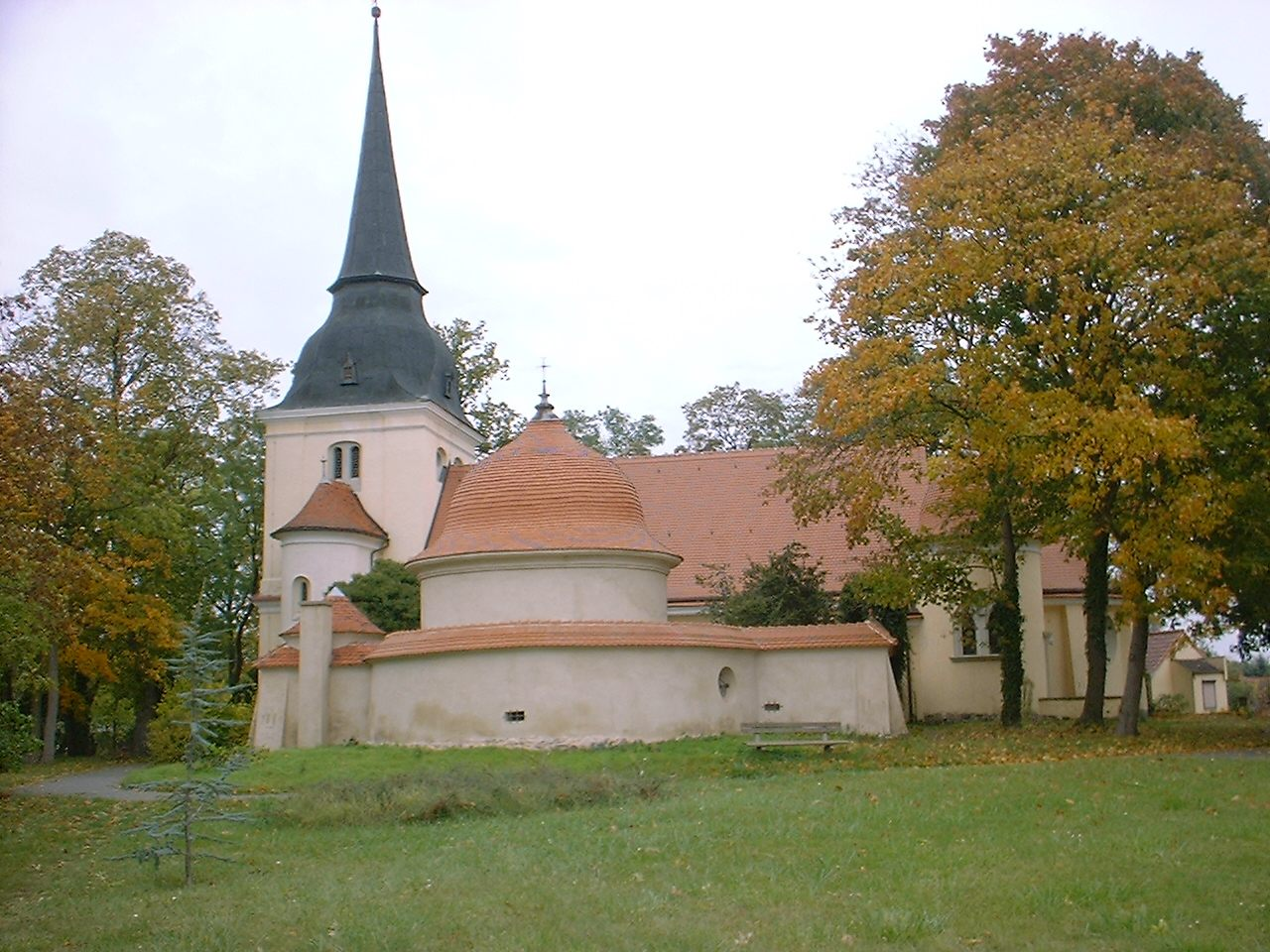
Dorfkirche mit Grablege der Borsigs

Hinter der Dorfkirche befindet sich eine ab 1866 für die Familie errichtete Grabanlage (mit den Gräbern des Albert Borsig, und des 1909 geadelten Ernst von Borsig, 1869–1933). 2003/04 wurde die 1922 errichtete Leichenhalle restauriert, nachdem ein Sturm eine alte Eiche auf selbige hatte stürzen lassen. Zur Finanzierung dienten u. a. eine Spende eines in München ansässigen Angehörigen der Familie von Borsig sowie Mittel der Deutschen Stiftung Denkmalschutz.

### Bahnhof mit klassizistischem Empfangsgebäude
Der in den 1870er Jahren erbaute Bahnhof mit klassizistischem Empfangsgebäude, Güterschuppen, Wasserturm, Streckenwärterhaus und Stellwerk. Der Bahnhof lag an der in den 1860er Jahren geplanten Eisenbahnverbindung von Hannover nach Berlin, die auf Grund einer Spende der Familie Borsig (15,5 ha Land und 10.000 Taler) über Groß Behnitz geführt wurde.

## Persönlichkeiten

### Söhne und Töchter des Ortsteils
- Peter Alexander von Itzenplitz (1768–1834), Gutsherr
- Heinrich Friedrich von Itzenplitz (1799–1883), Politiker, Minister, Mitglied des Preußischen Herrenhauses
- Ernst Borsig (* 13. September 1869 Berlin; † 6. Januar 1933 auf Gut Groß Behnitz), deutscher Großindustrieller (Borsigwerke), Nobilitierung 27. Januar 1909[10]

### Mit Groß Behnitz verbunden
- Friedrich Wilhelm Gotthilf Frosch (1776–1834), von 1814 bis 1825 Prediger und Landschulreformer in Groß Behnitz
- Ernst von Borsig junior (1906–1945), von 1933 bis 1945 Gutsherr auf Gut Groß Behnitz, Widerstandskämpfer gegen den Nationalsozialismus, Mitglied im Kreisauer Kreis